# Stazione di Centola
Stazione di Centola vasútállomás Olaszországban, Centola településen.

## Vasútvonalak
Az állomást az alábbi vasútvonalak érintik:
- Battipaglia–Reggio di Calabria-vasútvonal

## Kapcsolódó állomások
A vasútállomáshoz az alábbi állomások vannak a legközelebb:
- Caprioli railway halt
- Stazione di Celle Bulgheria-Roccagloriosa